# Дезоксипеганина гидрохлорид
Дезоксипеганина гидрохлорид (Desoxypeganini hydrochloridum). 2,3-Триметилен-3,4-дигидрохиназолина гидрохлорид.
Гидрохлорид алкалоида из травы гармалы обыкновенной (Peganum harmala L.)
Оказывает обратимое антихолинэстеразное действие.

## Показания
Назначают больным с поражениями периферической нервной системы (мононевриты, невриты, полиневриты); при миастении и миопатоподобных состояниях, при гемиплегии, гемипарезах, поражениях передних рогов спинного мозга.

## Способ применения и дозы
Принимают внутрь или вводят под кожу. Внутрь назначают взрослым в разовой дозе 0,05—0,1 г 3 раза в сутки (суточная доза 0,15—0,3 г). Детям в возрасте 12—14 лет — по 0,01—0,025 г на приём, до 0,1 г в сутки; старше 14 лет — по 0,025—0,05 г на приём, суточная доза 0,2 г.
Разовая доза под кожу для взрослых 1—2 мл 1 % раствора (0,01—0,02 г). Суточная доза 0,05—0,1 г.
Продолжительность курса лечения 2—4—6 нед.

## Противопоказания
Возможное побочное действие и противопоказания такие же, как при применении других антихолинэстеразных препаратов.

## Физические свойства
Белый или белый со слегка желтоватым оттенком мелкокристаллический порошок. Растворим в воде, мало — в спирте.

## Форма выпуска
- Таблетки по 0,05 и 0,1 г
- 1 % раствор в ампулах по 1 и 2 мл (10 и 20 мг).